# Бату ан Ож
Бату ан Ож (фр. Barou-en-Auge) насеље је и општина у северној Француској у региону Доња Нормандија, у департману Калвадос која припада префектури Кан.
По подацима из 2011. године у општини је живело 96 становника, а густина насељености је износила 11,5 становника/km². Општина се простире на површини од 8,35 km². Налази се на средњој надморској висини од 66 метара (максималној 116 m, а минималној 49 m).

## Демографија
| 1962. | 1968. | 1975. | 1982. | 1990. | 1999. | 2011. |
| ----- | ----- | ----- | ----- | ----- | ----- | ----- |
| 96    | 100   | 87    | 84    | 72    | 69    | 96    |

График промене броја становника у току последњих година